# Pyhätunturi (kulle i Norra Österbotten)
Pyhätunturi är en kulle i Finland.   Den ligger i den ekonomiska regionen  Koillismaa ekonomiska region  och landskapet Norra Österbotten, i den nordöstra delen av landet, 700 km norr om huvudstaden Helsingfors. Toppen på Pyhätunturi är 333 meter över havet. Pyhätunturi ligger vid sjön Pyhäjärvi. Den ingår i Haapovaarat.
Terrängen runt Pyhätunturi är huvudsakligen platt. Runt Pyhätunturi är det mycket glesbefolkat, med 2 invånare per kvadratkilometer.